# 녹색의자 2013 - 러브 컨셉츄얼리
"녹색의자 2013 - 러브 컨셉츄얼리"(Green Chair 2013 - Love Conceptually)는 한국에서 제작된 박철수 감독의 2013년 멜로/로맨스, 드라마 영화이다. 진혜경 등이 주연으로 출연하였다.

## 출연

### 주연
- 진혜경
- 김도성

### 조연
- 박선준
- 박세인
- 박승옥
- 한시우
- 이순규

## 기타
- 프로듀서: 류현진
- 제작부: 장슬기
- 제작부: 곽동학
- 라인프로듀서: 구자민
- 조명: 정훈
- 연출부: 홍성민
- 연출부: 이지은
- 조감독: 이세일
- 동시녹음: 김우현
- 음향: 김용균
- 음향: 이승호
- 음향: 이기준
- 사운드: 이기준
- 사운드: 김봉수
- 사운드디자인: 이기준
- 사운드슈퍼바이저: 김봉수
- 작곡: 오수진
- 작곡: 고병근
- 미술: 정혜원
- 미술팀: 김예슬
- 특수장비: 퍼펙트그립
- 분장: 김진아
- 분장팀: 이수영
- 제작회계실장: 이하나
- 촬영팀: 정종헌
- 촬영팀: 황순권
- 촬영팀: 양지원
- 조명팀: 오성택
- 조명팀: 이용수
- 조명팀: 김종민
- 조명팀: 현불마로
- 붐맨: 문성호
- 그립팀: 한홍기
- 그립팀: 이재철
- 카메라장비: 무비파킹
- 슈팅카: 우금호
- 타이틀/삽입그림: 손인홍
- 음악팀: 이창률
- 음악팀: 오준영
- 음악팀: 김지현
- DCP: 최정곤
- Dialouge Editor: 김용균
- 포스트프러덕션 매니저: 허주영
- 포스터 디자인: 박지강
- 렉카: 박종선